# Guerrouma
Guerrouma là một đô thị thuộc tỉnh Bouira, Algérie. Dân số thời điểm năm 2002 là 15.306 người.